# والتر فيسل
والتر فيسل (بالألمانية: Walter Wessel)‏ هو ضابط ألماني، ولد في 21 أبريل 1892 في Lautenthal ‏ في ألمانيا، وتوفي في 20 يوليو 1944 في Morano Calabro ‏ في إيطاليا بسبب حادث مرور.